# Comuna Țaga, Cluj
Țaga (în maghiară Cege, în germană Zegen) este o comună în județul Cluj, Transilvania, România, formată din satele Năsal, Sântejude, Sântejude-Vale, Sântioana și Țaga (reședința).

## Nume
Pare evident că denumirea Țaga este etimologic înrudită cu două denumiri latine pentru îmbrăcăminte, anume "toga" și "sagum", primul obiect vestimentar fiind o fîșie (cca 6 metri lungime) de stofă fină țesută din lînă care se purta peste o tunică din in ce învelea corpul , în timp ce al doilea obiect vestimentar era o mantie de formă pătrată din țesătură de lînă nespălată (care o făcea impenetrabilă la ploaie). "Sagum" era obiectul de îmbrăcăminte popular, fiind purtat de persoanele fără titluri sau avere și de militari. În limba română există și cuvintele "zeghe", "sarică" care noțional acoperă cam același obiect vestimentar. Dacă ținem seama de faptul că la Țaga au fost descoperite vestigii arheologice din perioada Daciei romane, se poate presupune existența unei "villa rustica" (o fermă romană) unde cu siguranță se confecționau "sagum" pentru locuitori din lîna oilor care se creșteau la fermă. Dar, mai este ceva de spus. Că romanii, spre sfârșitul perioadei republicane și începutul imperiului au inventat fabricarea în organizare industrială a țesăturilor, fenomen ce a generat un comerț înfloritor. Tot ei au inventat confecționarea hainelor "de-a gata". Nu este exclus ca la Țaga să fi existat o manufactură de confecții "de-a gata" care să alimenteze târgurile din Dacia superioară, de la care fapt așezarea să fi primit denumirea respectivă.

## Date geografice
Se învecinează la est cu județul Bistrița-Năsăud și comuna Buza, la sud cu comunele Geaca și Pălatca, la vest cu comuna Sic, iar la nord cu comunele Fizeșu Gherlii și Sânmartin.

### Arii protejate
- Zona lacurilor Țaga-Geaca (zonă protejată mixtă).

## Istoric
Fostul sat Ghiolț (în maghiară Göes, în germană Götz) a fost unit cu satul Țaga. Cu ocazia reformei administrative din anul 1968, Ghiolțul a fost integrat localității Țaga, cu care practic se unise prin construcțiile caselor noi care s-au tot adăugat între cele două sate vecine. Ghiolț este consemnat documentar ca localitate în actele vremii, începând din anul 1298

## Descoperiri arheologice
În afară de alte descoperiri au fost găsite două cimitire, unul din secolele III-IV, iar celălalt din secolele VII-VIII, descoperire care aduce un argument în favoarea continuității vieții locale și după retragerea aureliană.

## Demografie
Componența etnică a comunei Țaga
     Români (85,39%)
     Maghiari (4,79%)
     Romi (3,02%)
     Alte etnii (6,8%)
Componența confesională a comunei Țaga
     Ortodocși (84,63%)
     Reformați (4,53%)
     Greco-catolici (1,7%)
     Alte religii (2,14%)
     Necunoscută (6,99%)
Conform recensământului efectuat în 2021, populația comunei Țaga se ridică la 1.588 de locuitori, în scădere față de recensământul anterior din 2011, când fuseseră înregistrați 1.947 de locuitori. Majoritatea locuitorilor sunt români (85,39%), cu minorități de maghiari (4,79%) și romi (3,02%). Din punct de vedere confesional, majoritatea locuitorilor sunt ortodocși (84,63%), cu minorități de reformați (4,53%) și greco-catolici (1,7%), iar pentru 6,99% nu se cunoaște apartenența confesională.

## Politică și administrație
Comuna Țaga este administrată de un primar și un consiliu local compus din 11 consilieri. Primarul, Romulus Mîrza[*], de la Partidul Național Liberal, este în funcție din 2004. Începând cu alegerile locale din 2024, consiliul local are următoarea componență pe partide politice:
|  | Partid                          | Consilieri | Componența Consiliului | Componența Consiliului | Componența Consiliului | Componența Consiliului | Componența Consiliului | Componența Consiliului |
|  | ------------------------------- | ---------- | ---------------------- | ---------------------- | ---------------------- | ---------------------- | ---------------------- | ---------------------- |
|  | Partidul Național Liberal       | 6          |                        |                        |                        |                        |                        |                        |
|  | Partidul Social Democrat        | 3          |                        |                        |                        |                        |                        |                        |
|  | Alianța pentru Unirea Românilor | 1          |                        |                        |                        |                        |                        |                        |
|  | M10 (partid politic)            | 1          |                        |                        |                        |                        |                        |                        |

### Evoluție istorică
De-a lungul timpului populația comunei a evoluat astfel:

## Lăcașuri de cult
- Biserica din Țaga[14]
- Biserica din Sântejude
- Biserica din Ghiolț[15]
- Biserica din Năsal[16]
- Biserica Greco-Catolică din Țaga, demolată în noaptea din 10 spre 11 mai 2006 de unii săteni ortodocși la instigarea preotului ortodox și a primarului comunei, pentru a nu fi restituită parohiei române unite (greco-catolice). Distrugerea s-a petrecut în pofida unei ordonanțe președințiale emise de Judecătoria Dej, care a dispus ca orice lucrări de demolare să înceteze până la stabilirea dreptului de proprietate asupra lăcașului de cult. Cererea parohiei greco-catolice împotriva celor vinovați a fost admisă pe 5 septembrie 2007 de Curtea de Apel Cluj.[17]

## Obiective turistice
- Castelul Wass. Vechiul castel a fost în anul 1800 renovat de către proprietarul Samuel Wass și soția acestuia, Rosalia Bethlen. Pe clădirea principală a castelului erau emblemele familiilor Wass și Bethlen. Pivnițele (cu profil ogival) sunt originale (Evul Mediu).

## Personalități
- Gheorghe Șincai (1754-1816): istoric, filolog, traducător, poet, reprezentant al Școlii Ardelene. A fost angajat între anii 1797-1802 ca profesor de casă la curtea contelui local Daniel Haller;
- Ioan Chezan (n. 1945), muzician.

## Imagini

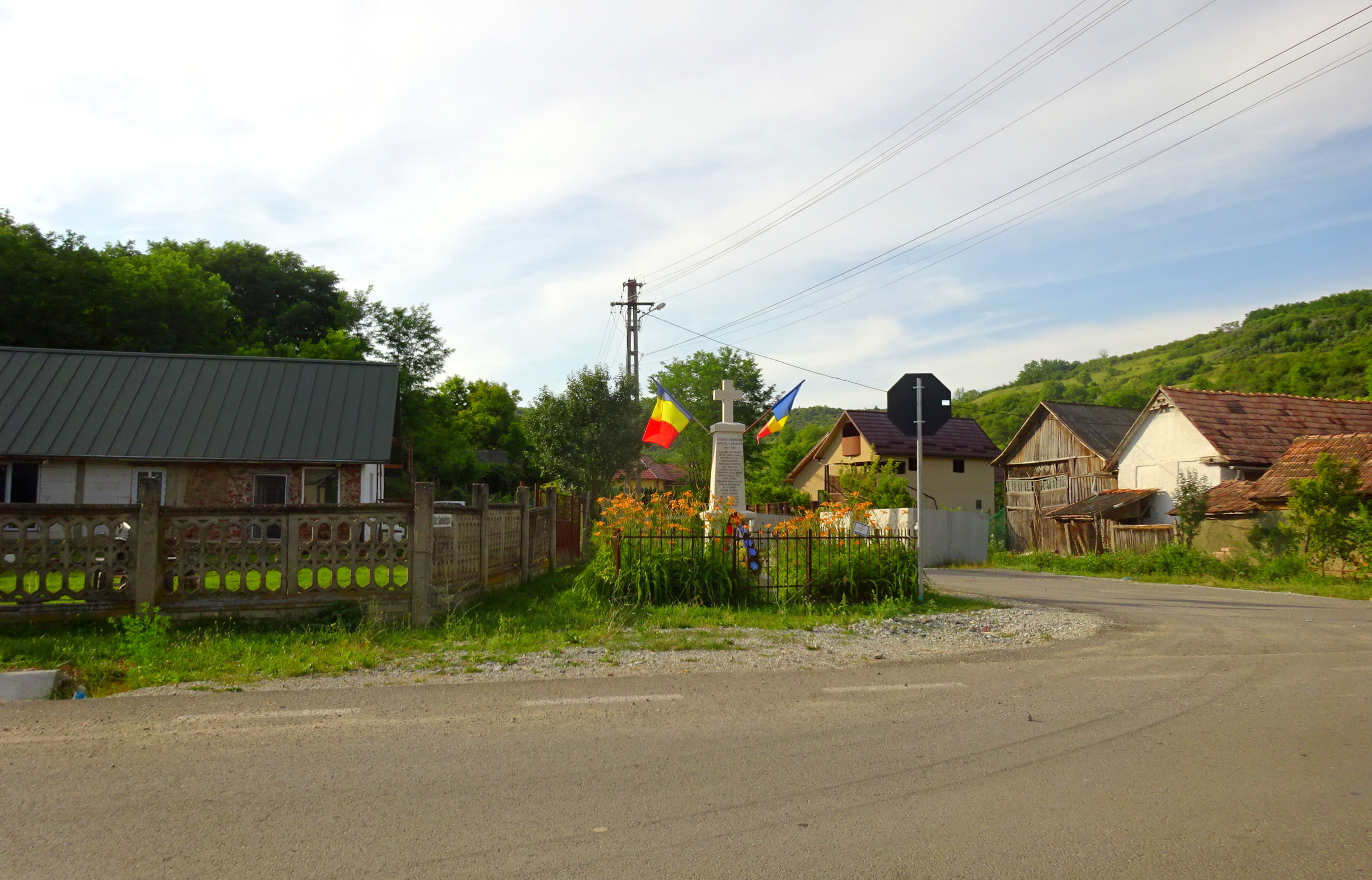
Țaga
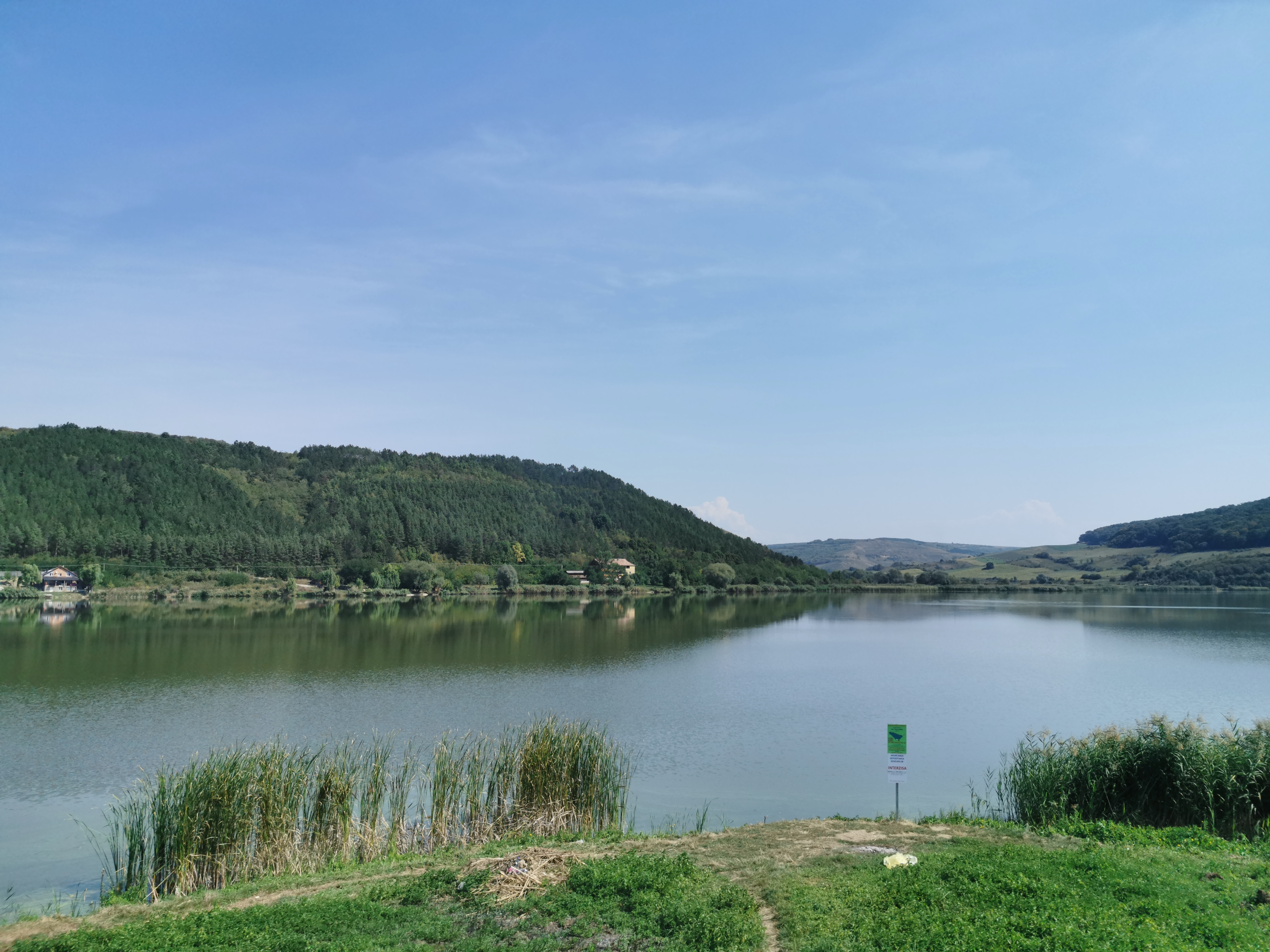
Țaga
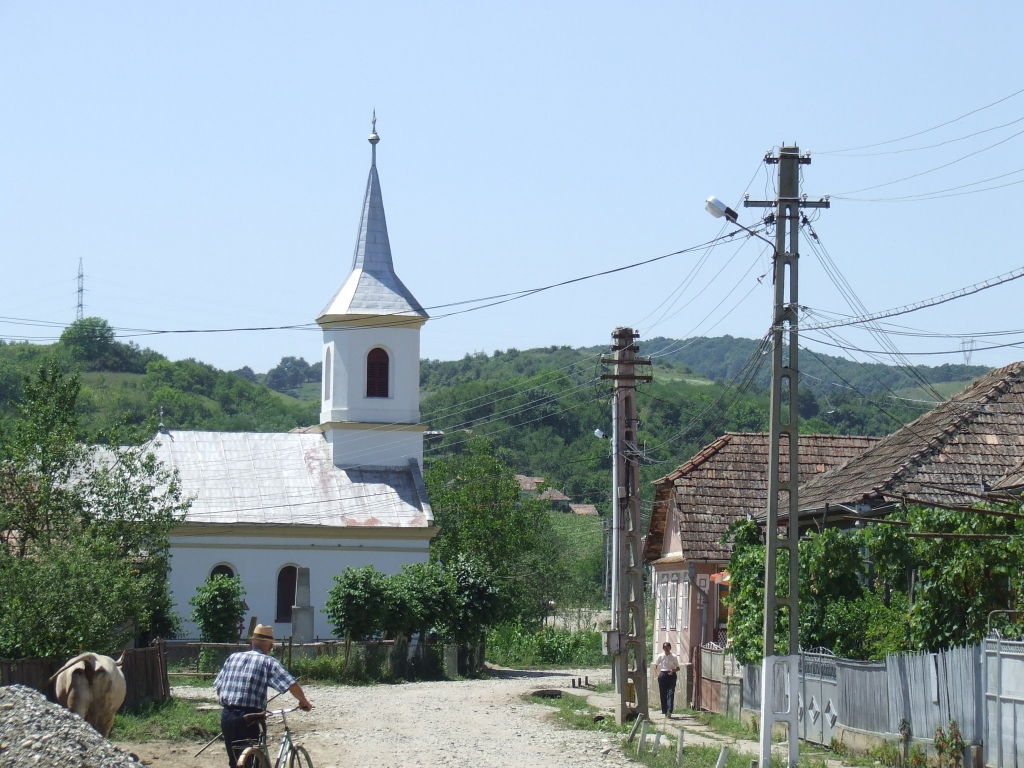
Biserica Sfinții Arhangheli Mihail și Gavriil  din Țaga (1903)
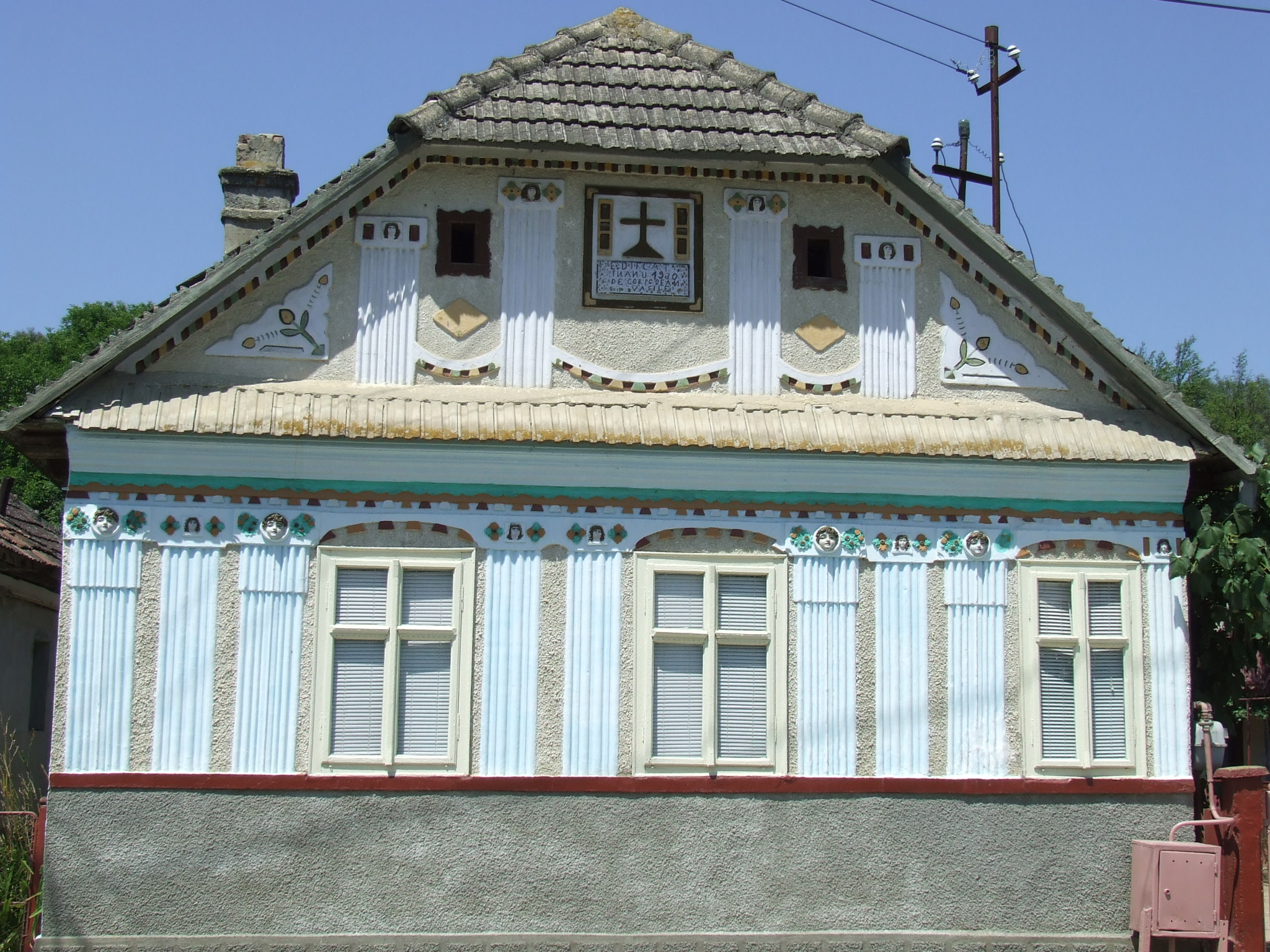
Casă tradițională
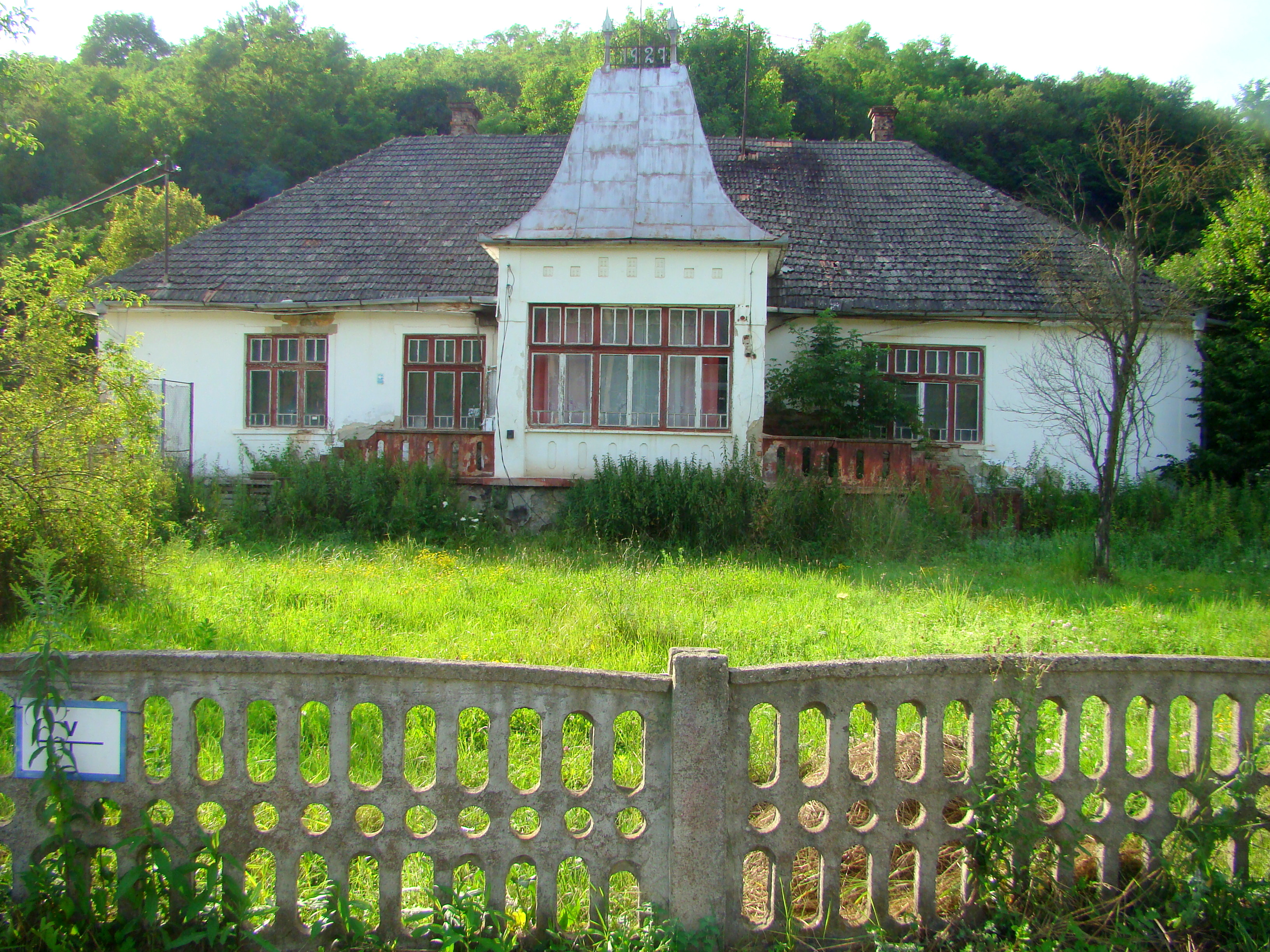
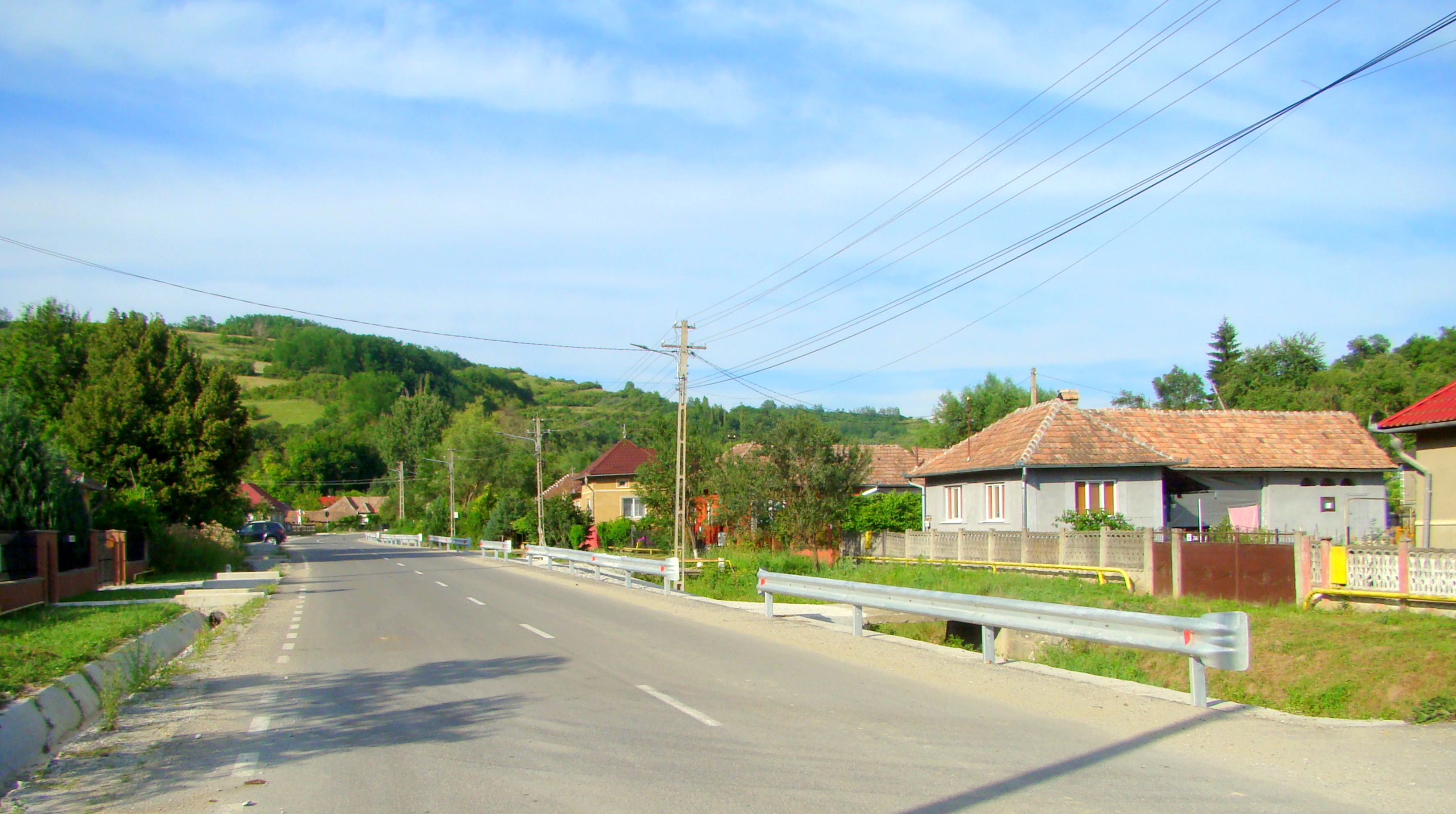
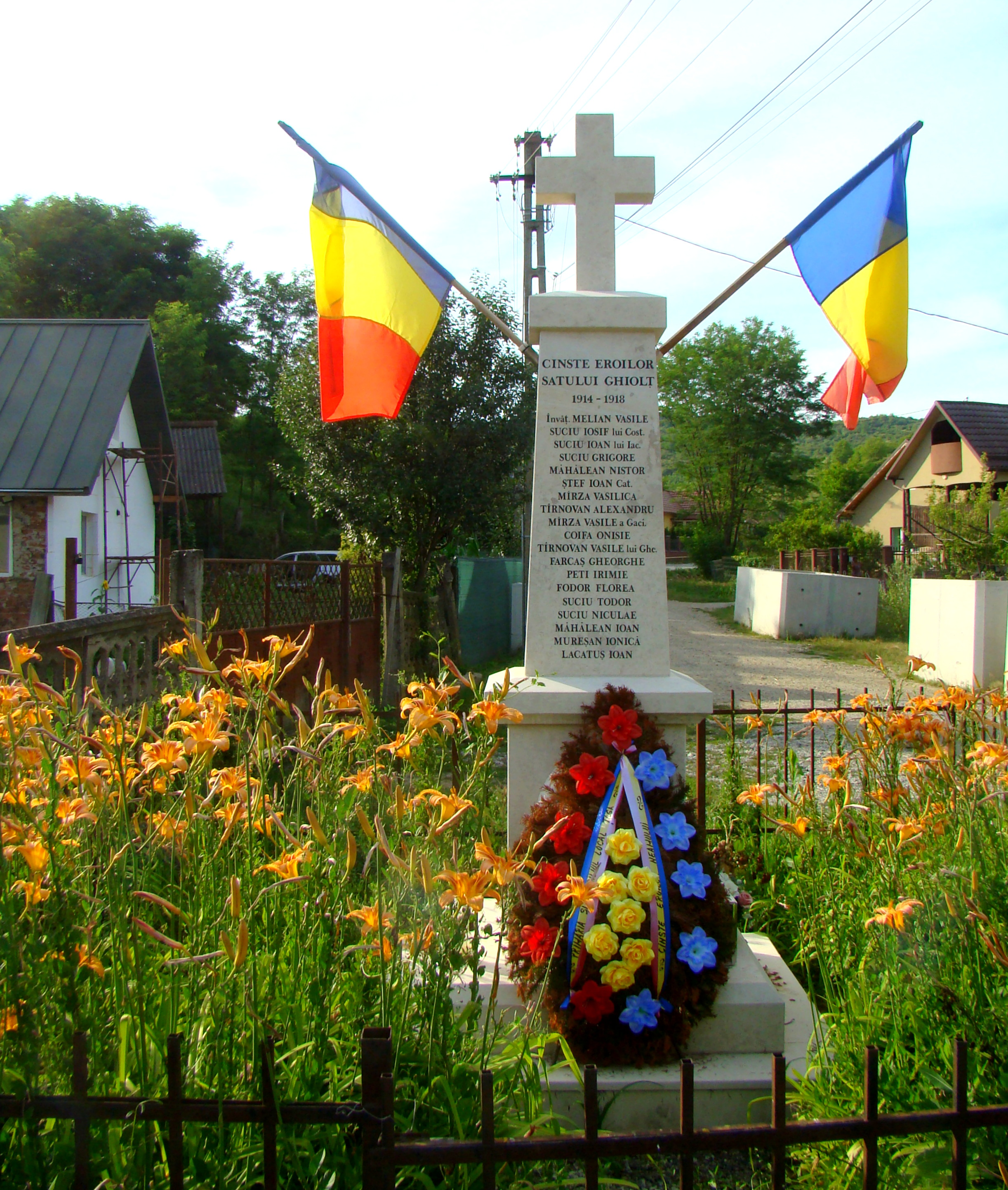
Monumentul Eroilor din fostul sat Ghiolț
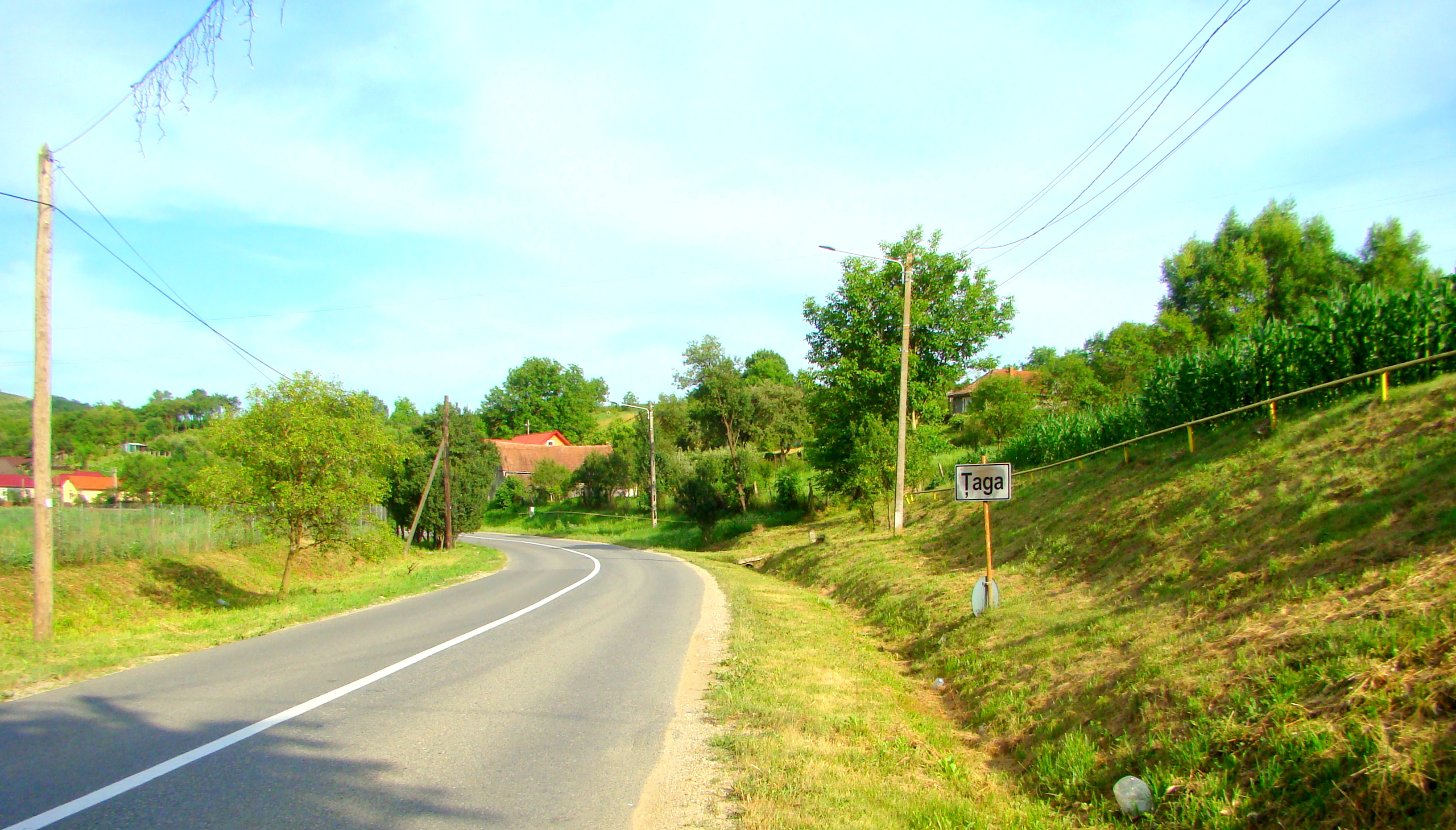
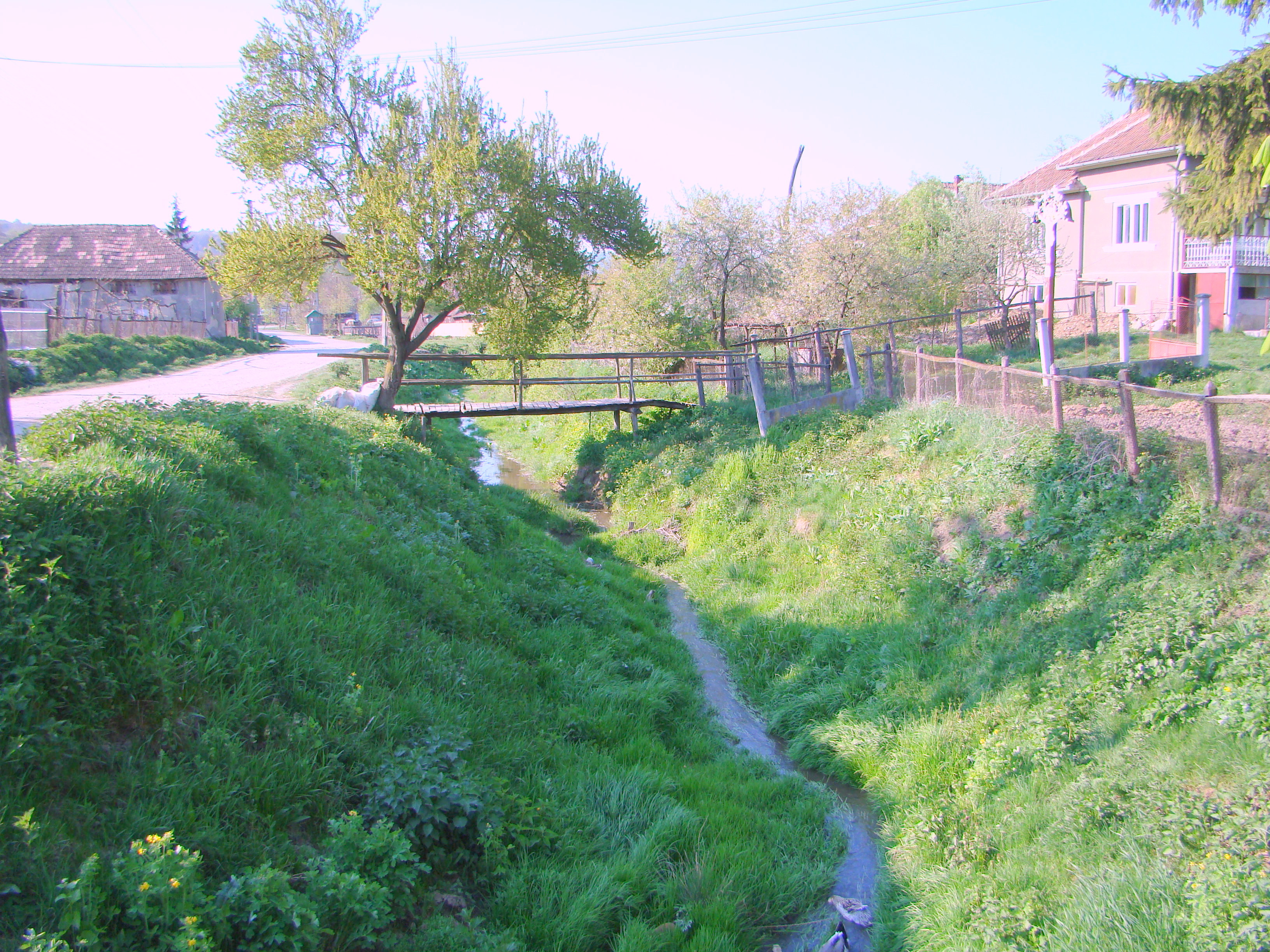
Sântejude
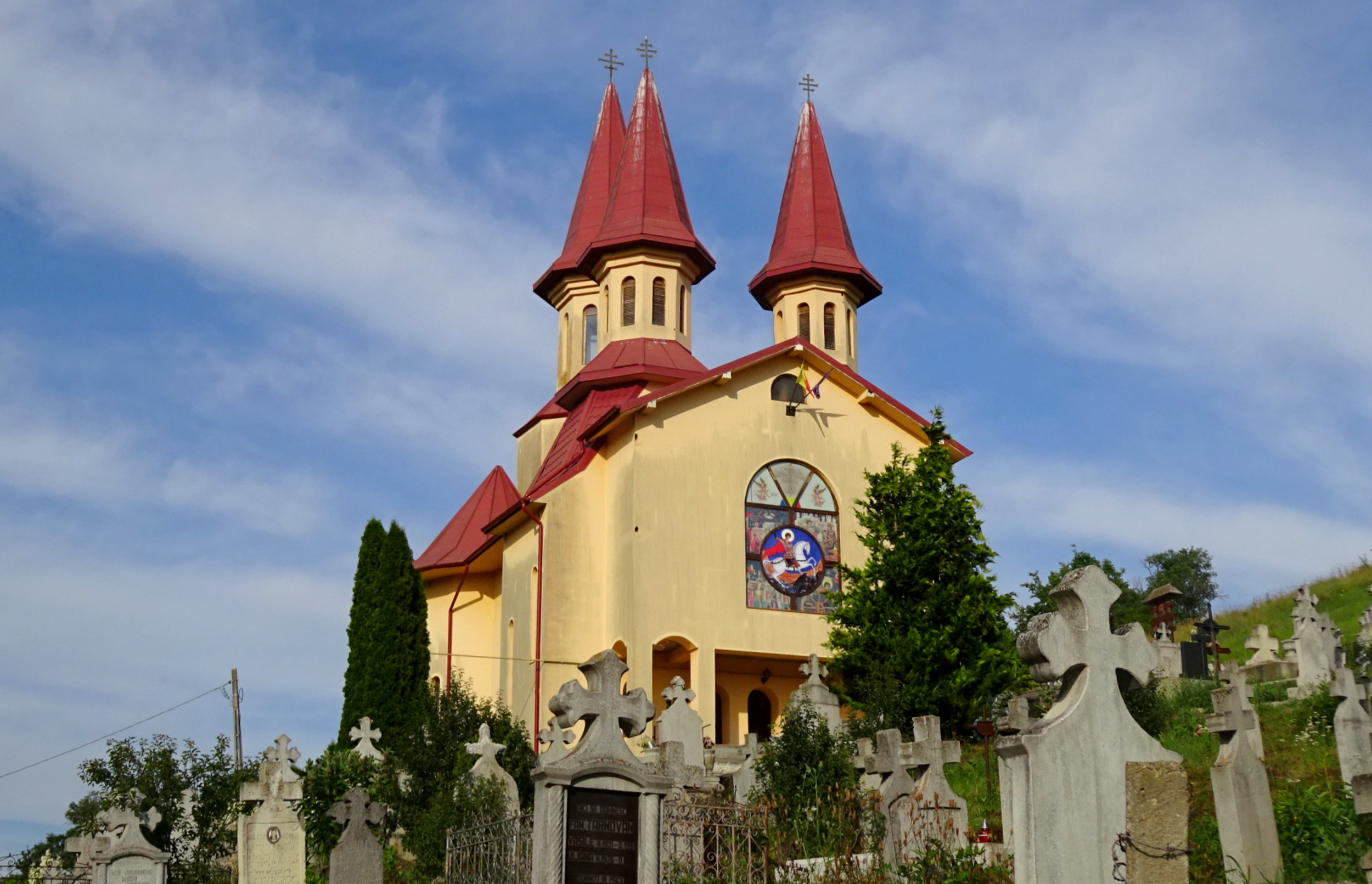
Biserica „Sfântul Mare Mucenic Gheorghe” din Țaga (filia Ghiolț)
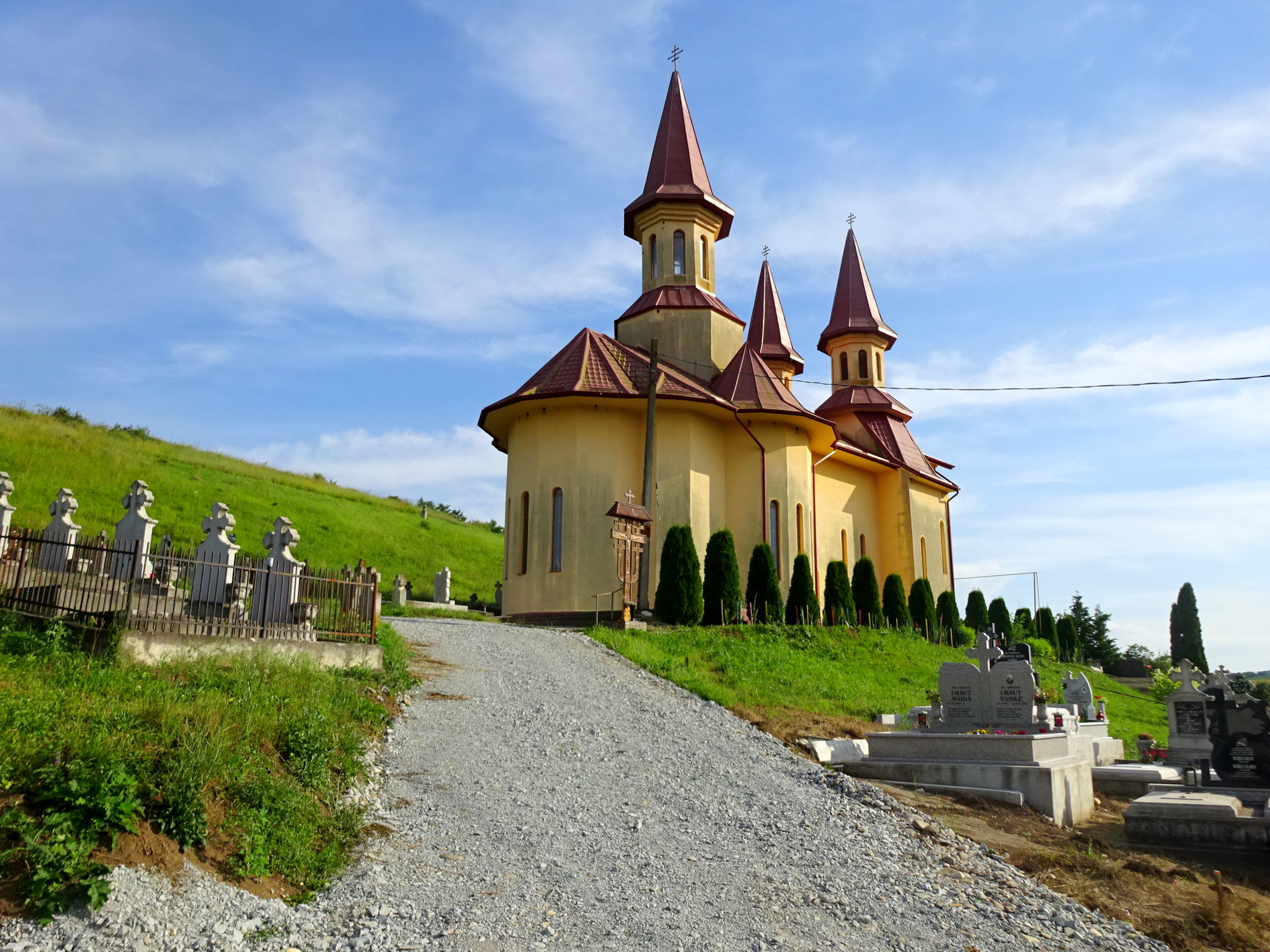
Biserica „Sfântul Mare Mucenic Gheorghe” din Țaga (filia Ghiolț)
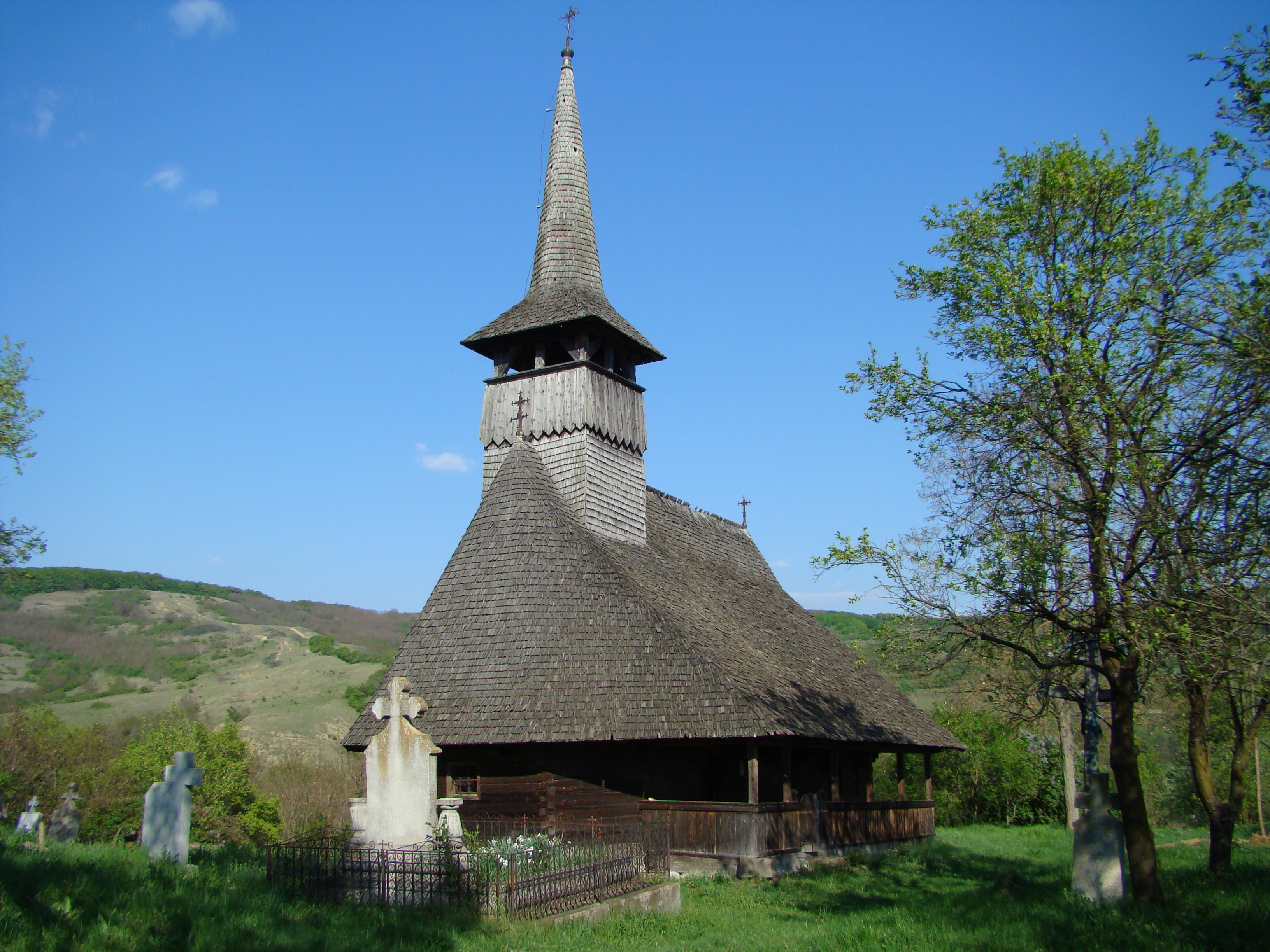
Biserica de lemn din satul Sântejude (monument istoric)
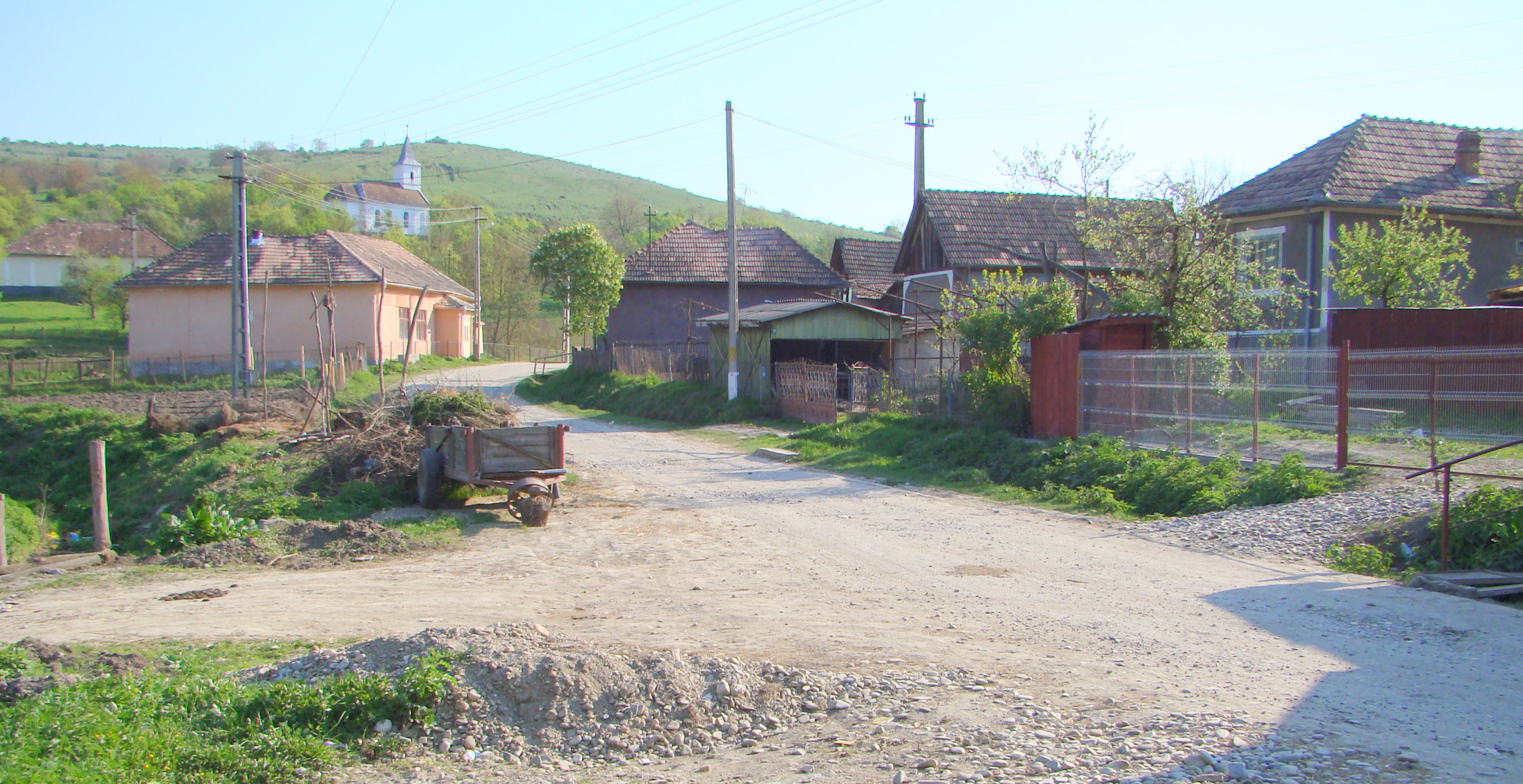
Sântejude
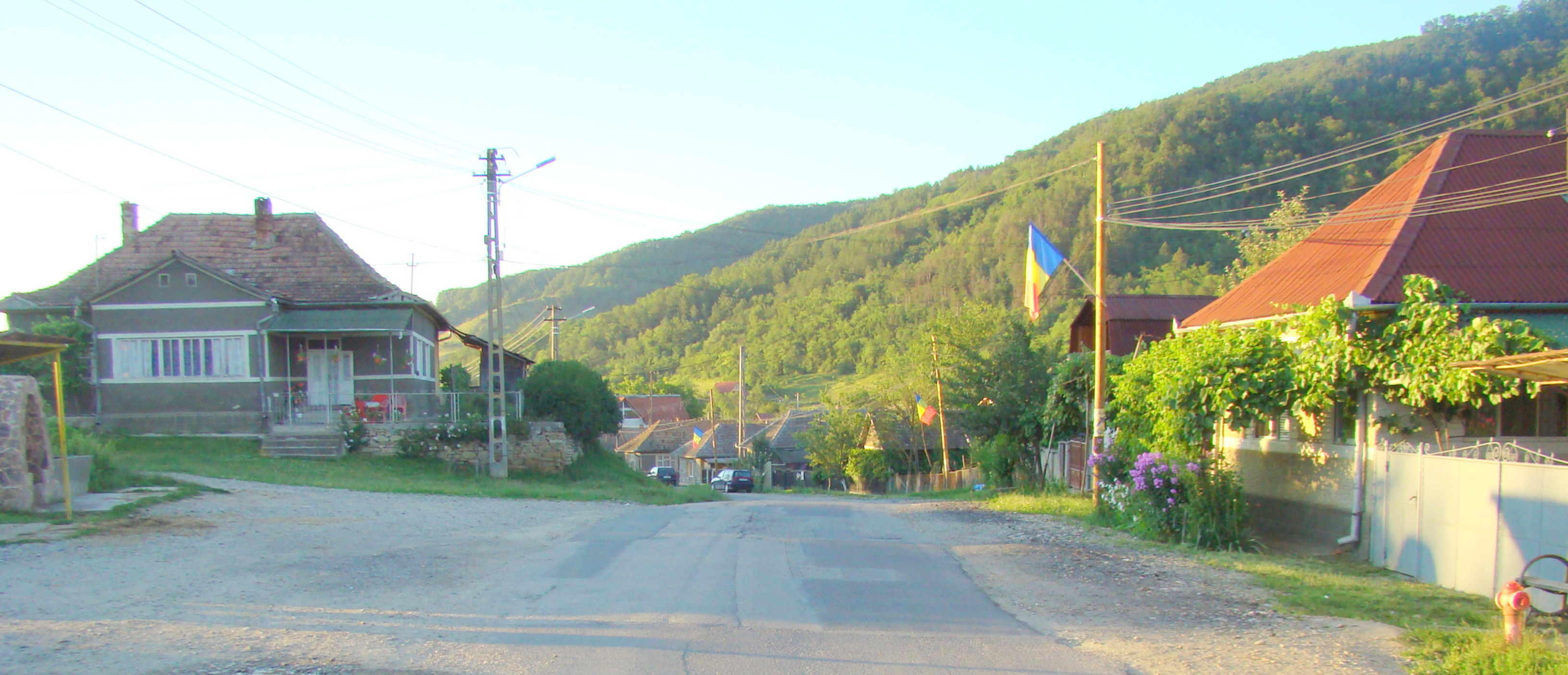
Sântioana
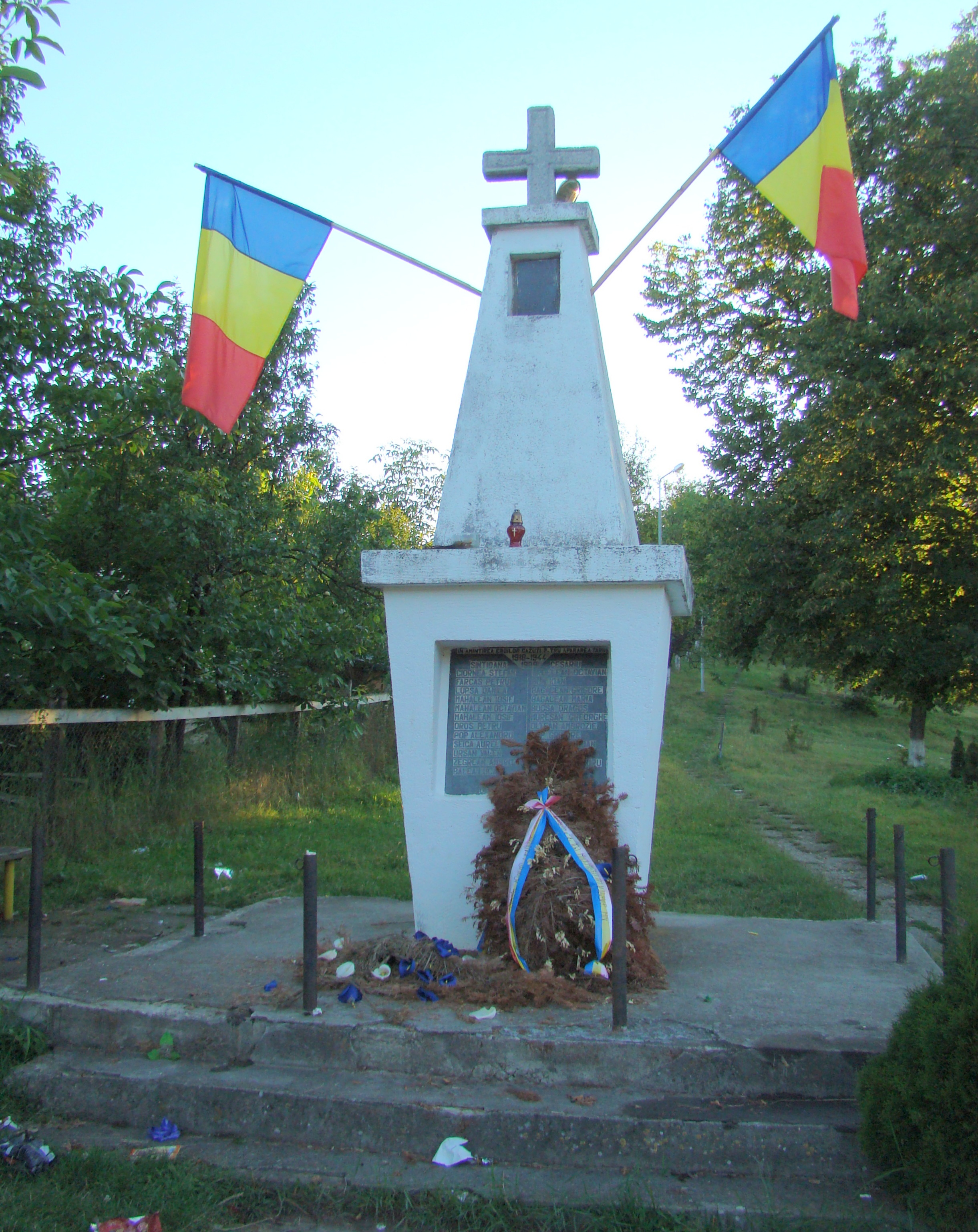
Monumentul eroilor din satul Sântioana
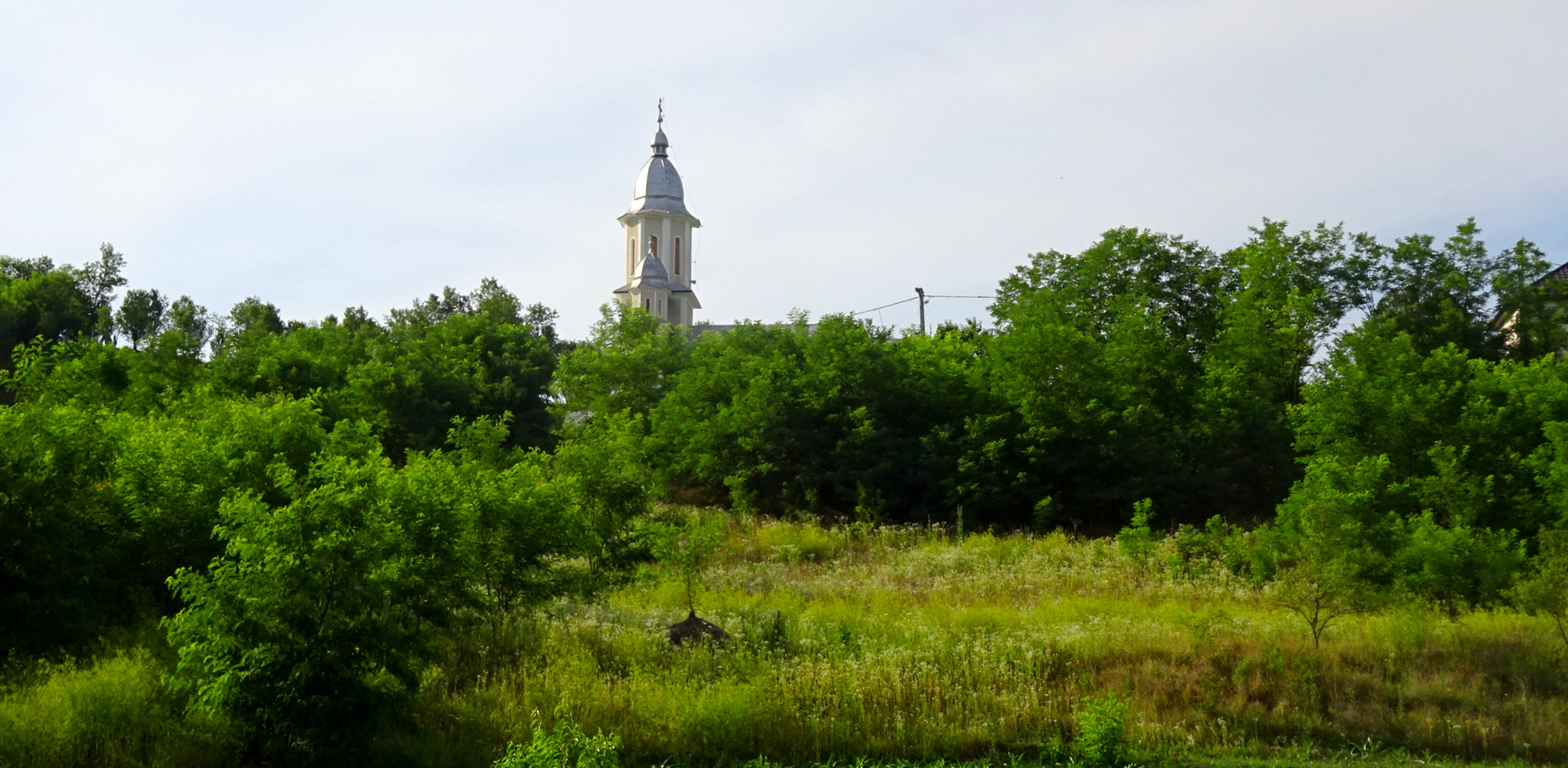
Biserica cu hramul „Sfântul Dimitrie” din Sântioana construită în anul 1980
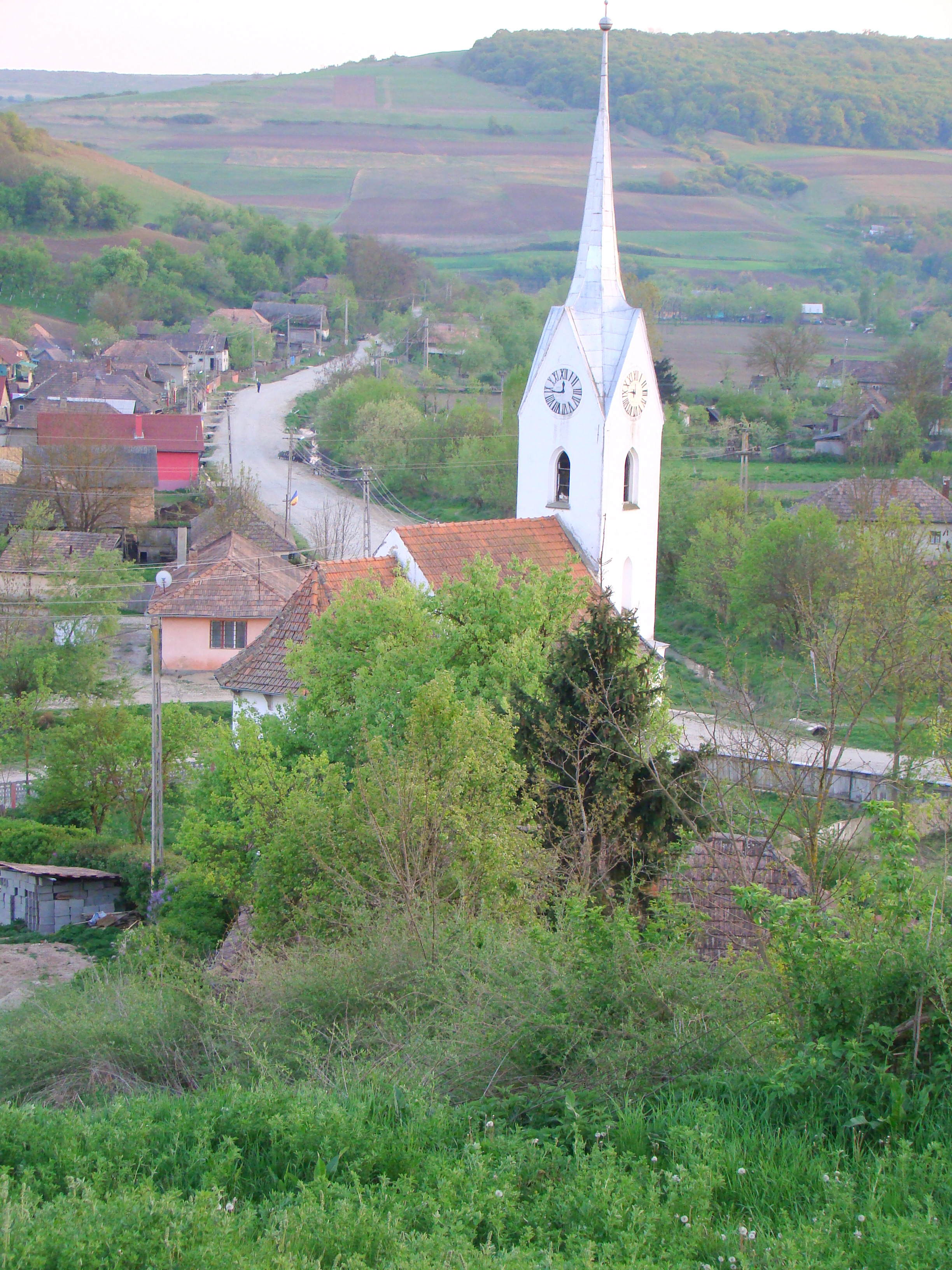
Năsal
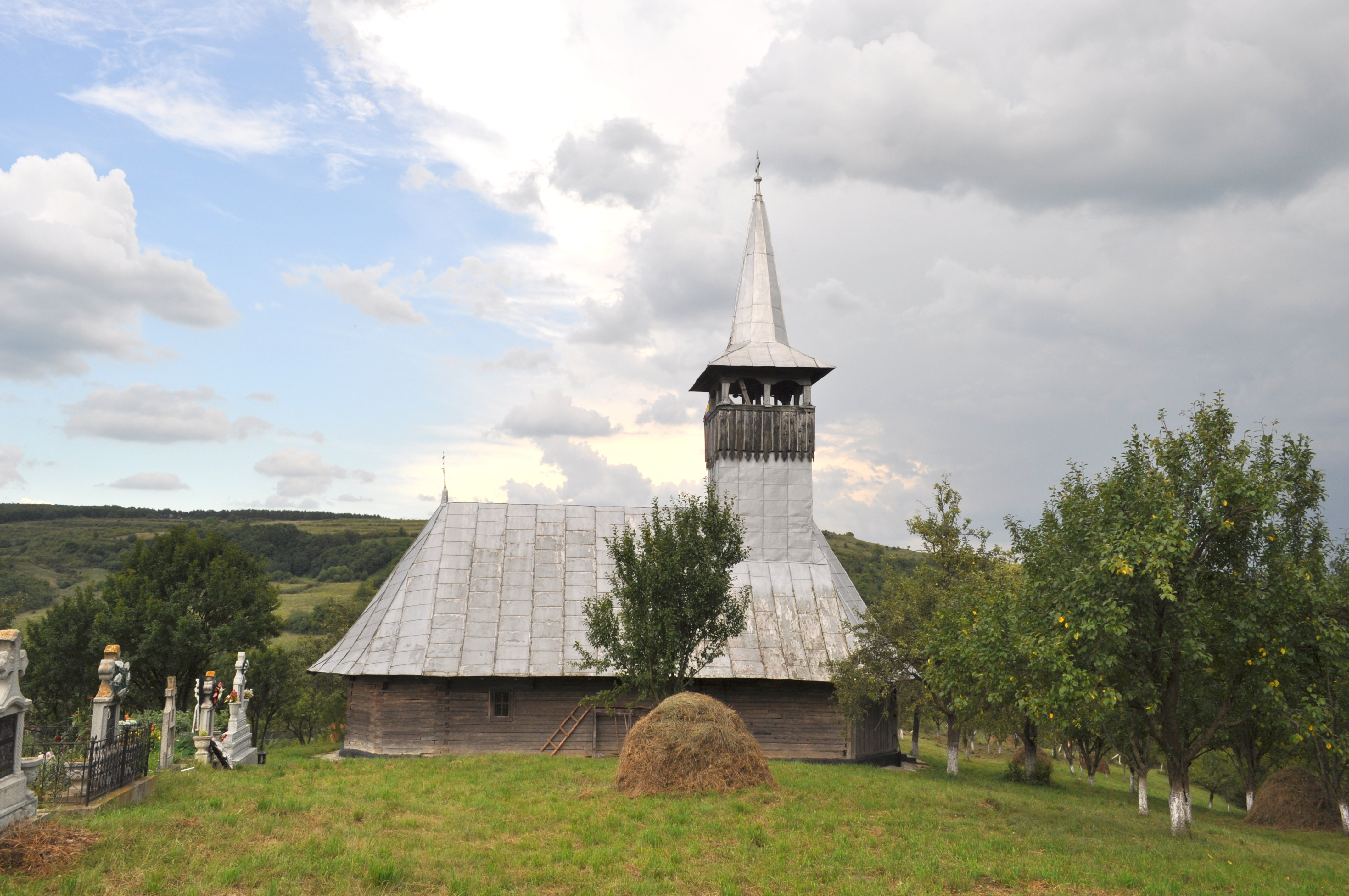
Biserica de lemn din satul Năsal (monument istoric)
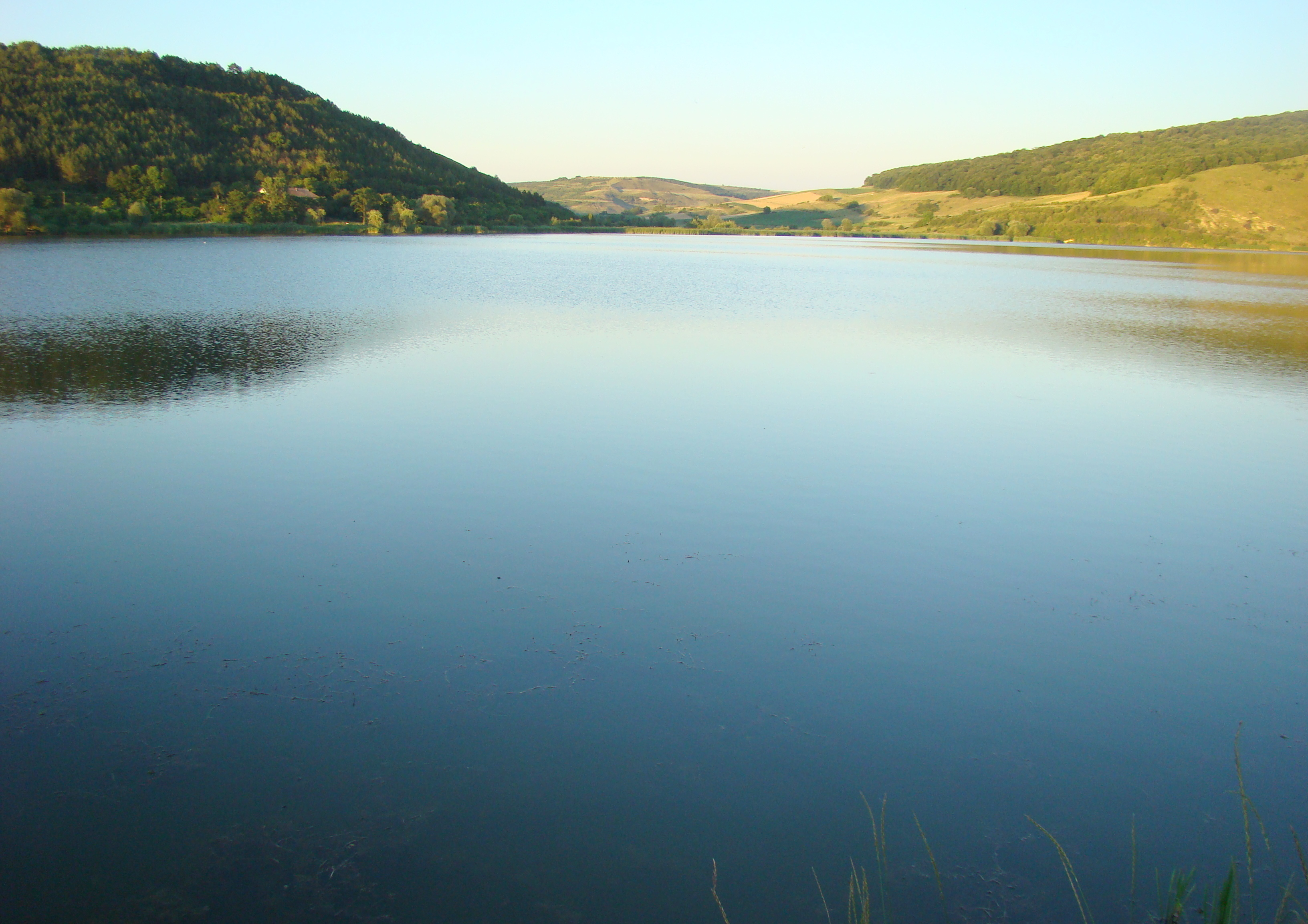
Zona lacurilor Țaga-Geaca
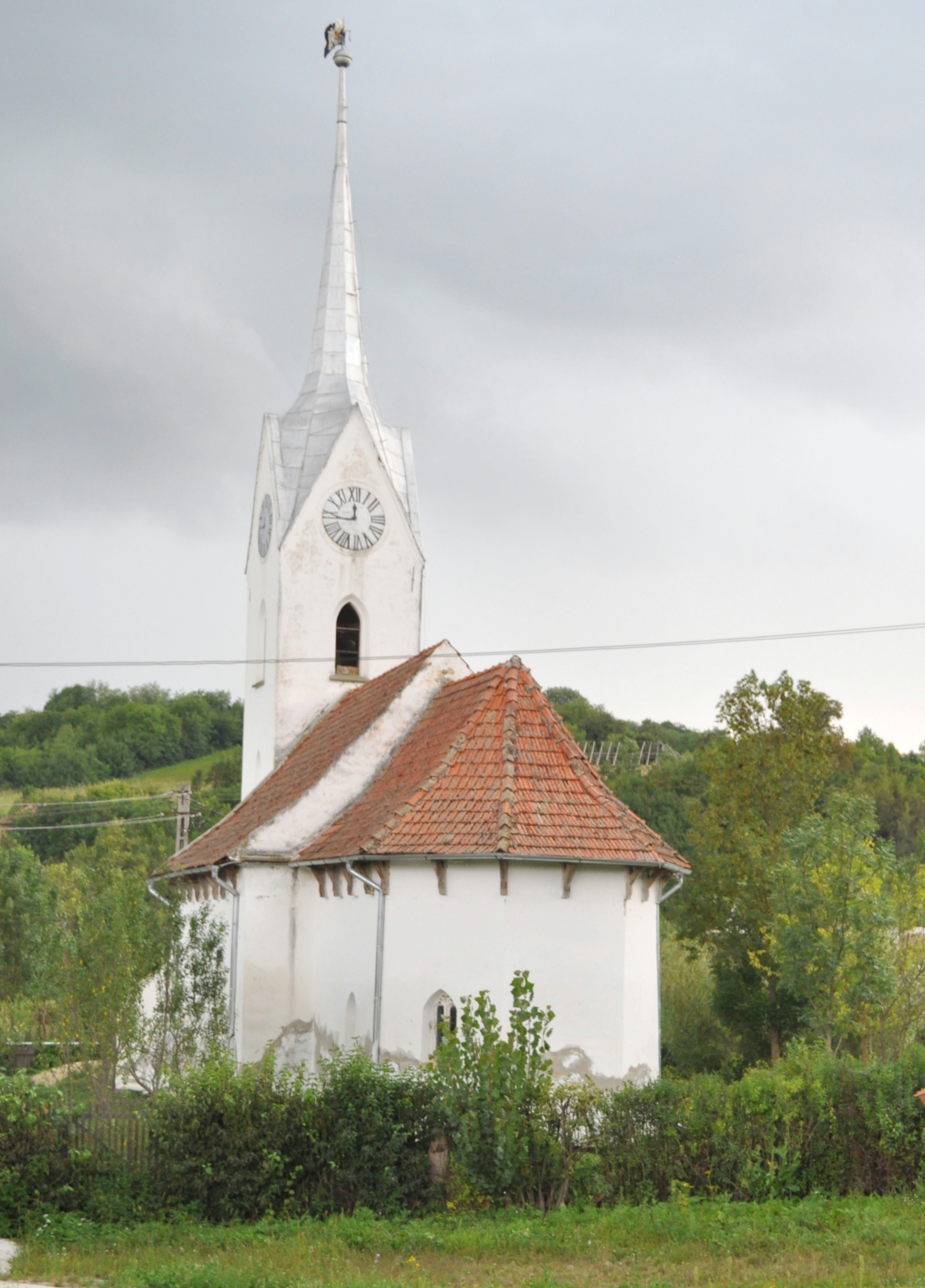
Biserica reformată din satul Năsal (monument istoric)
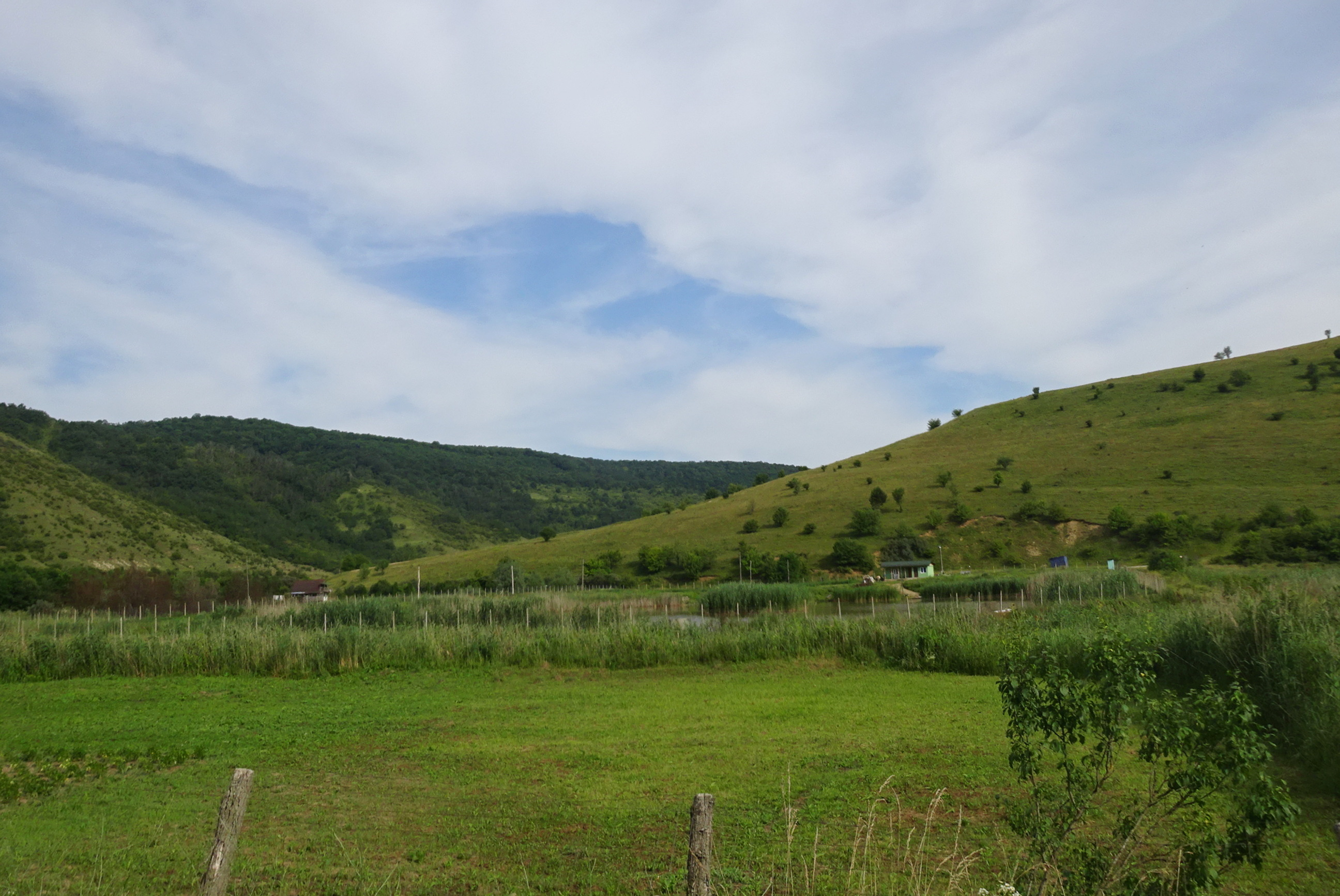
Sântejude-Vale
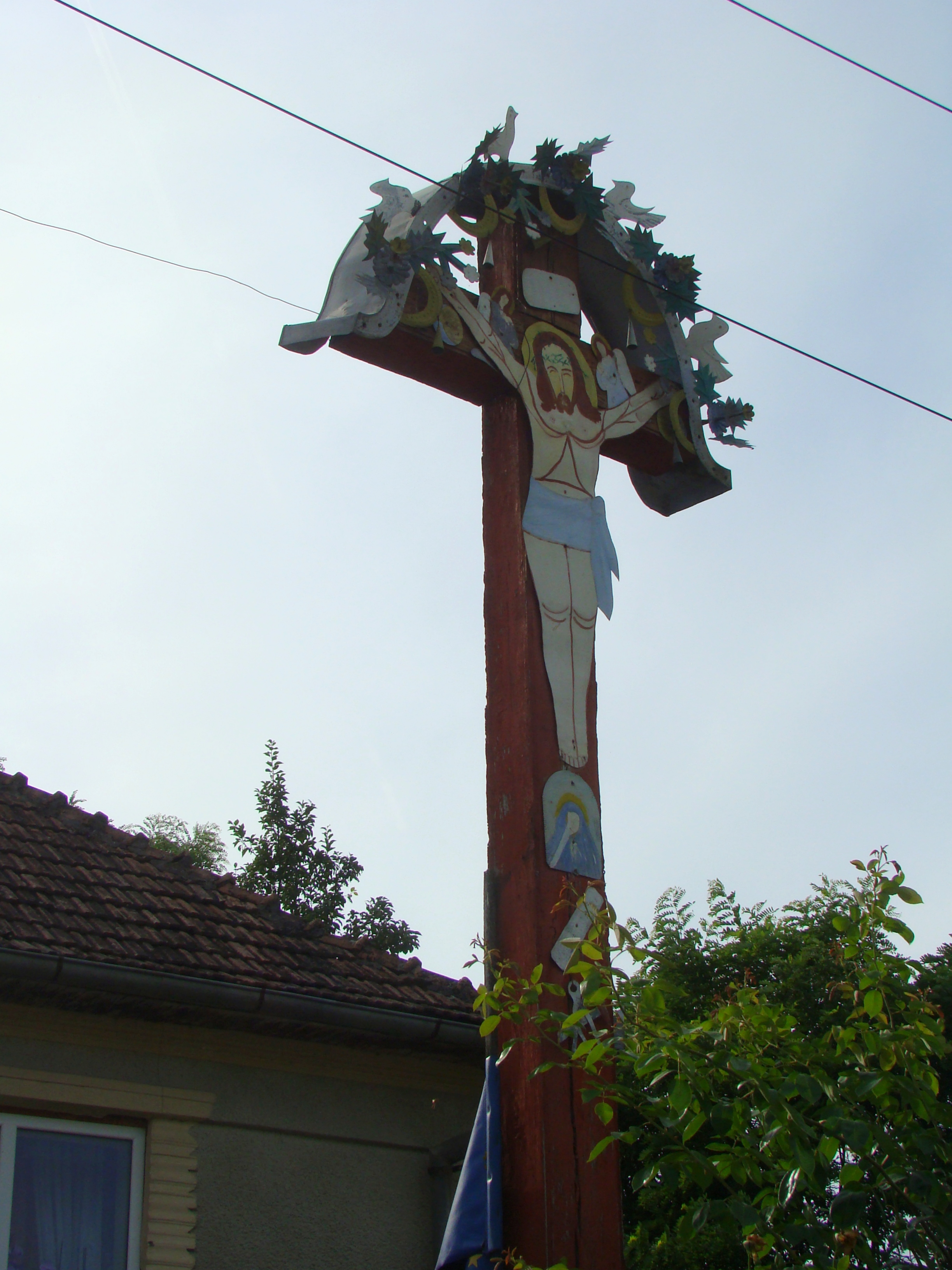
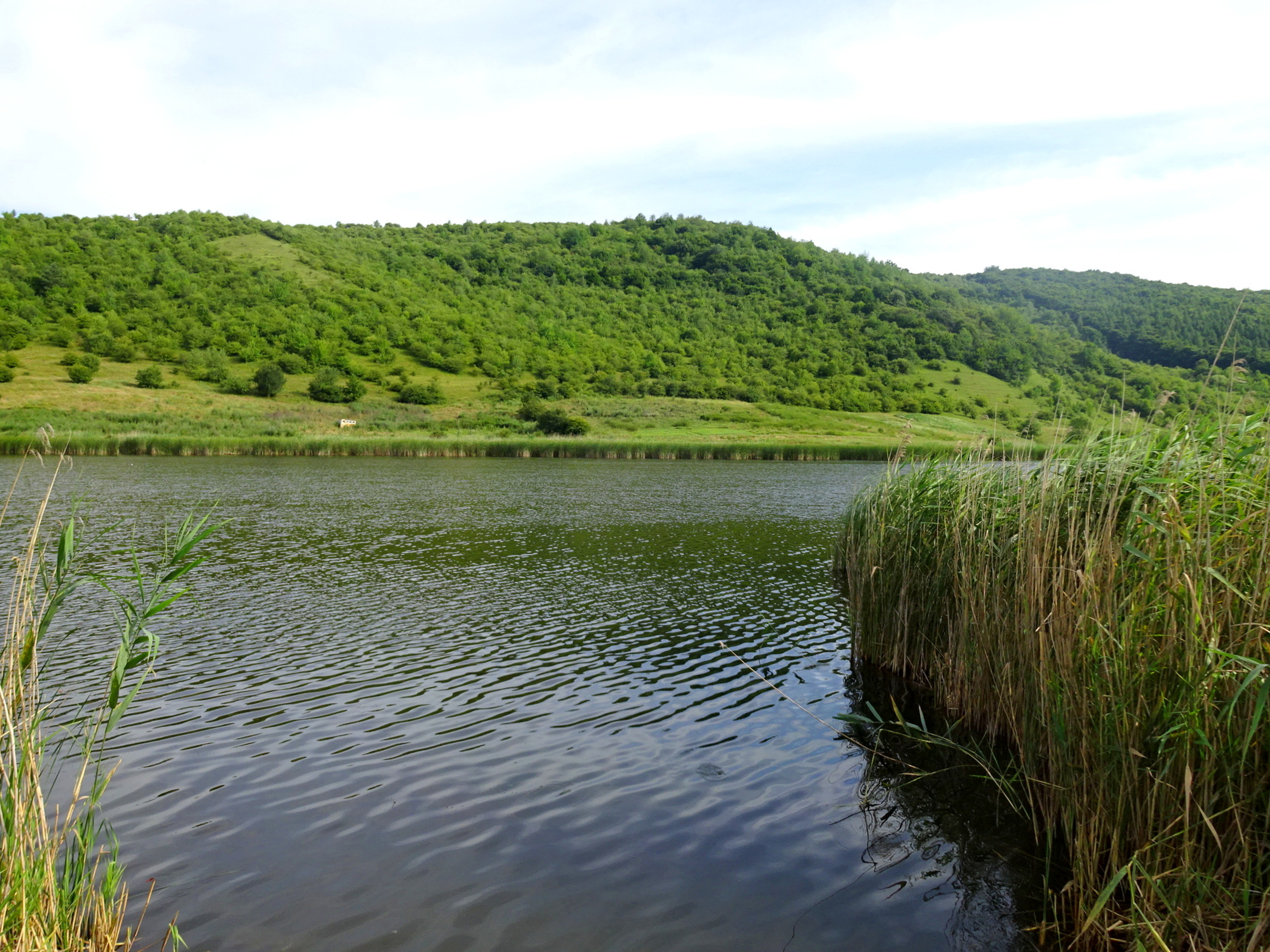
Lacul Sântejude
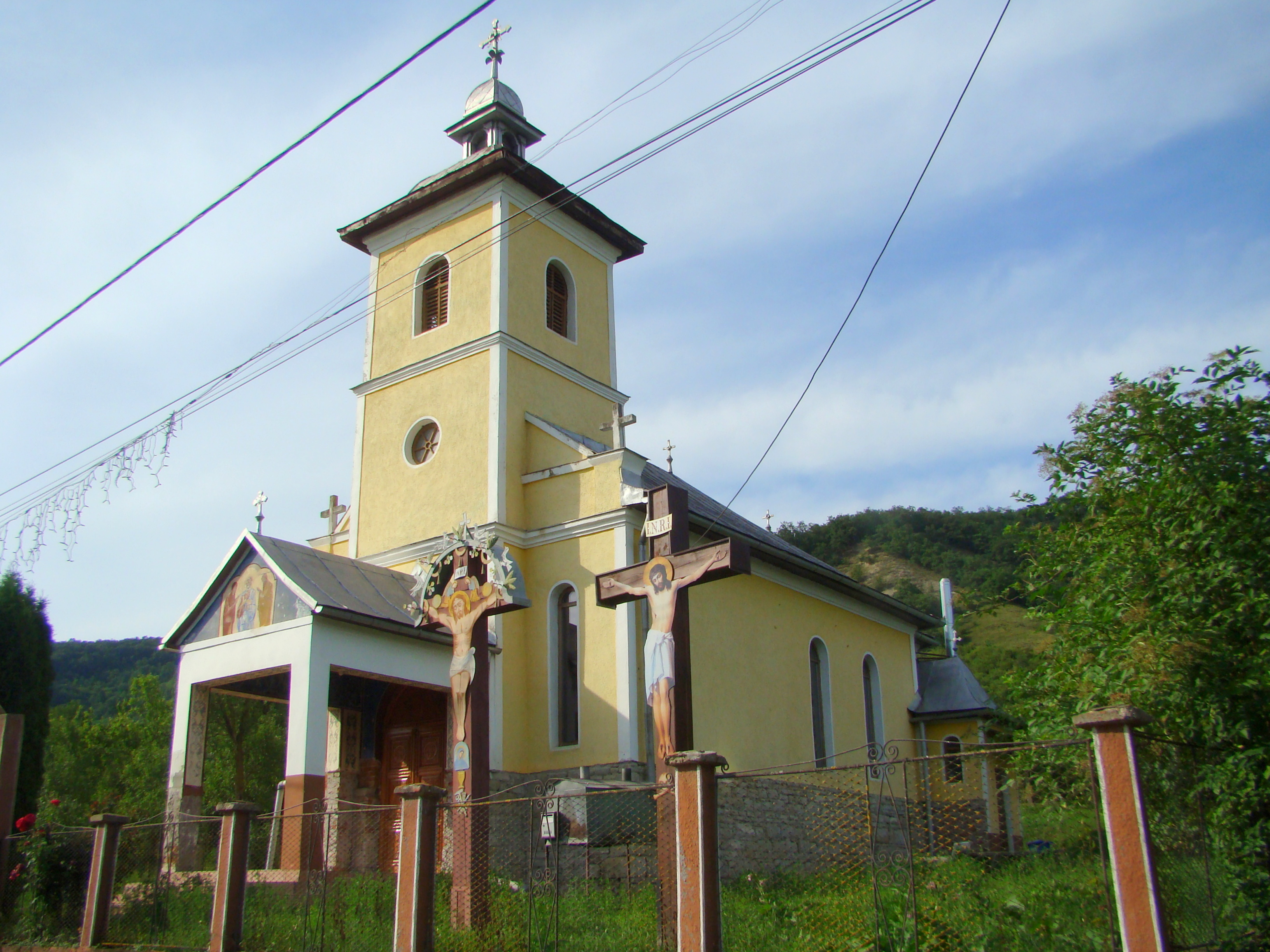
Biserica Sfântul Dimitrie din Sântejude-Vale (1938)
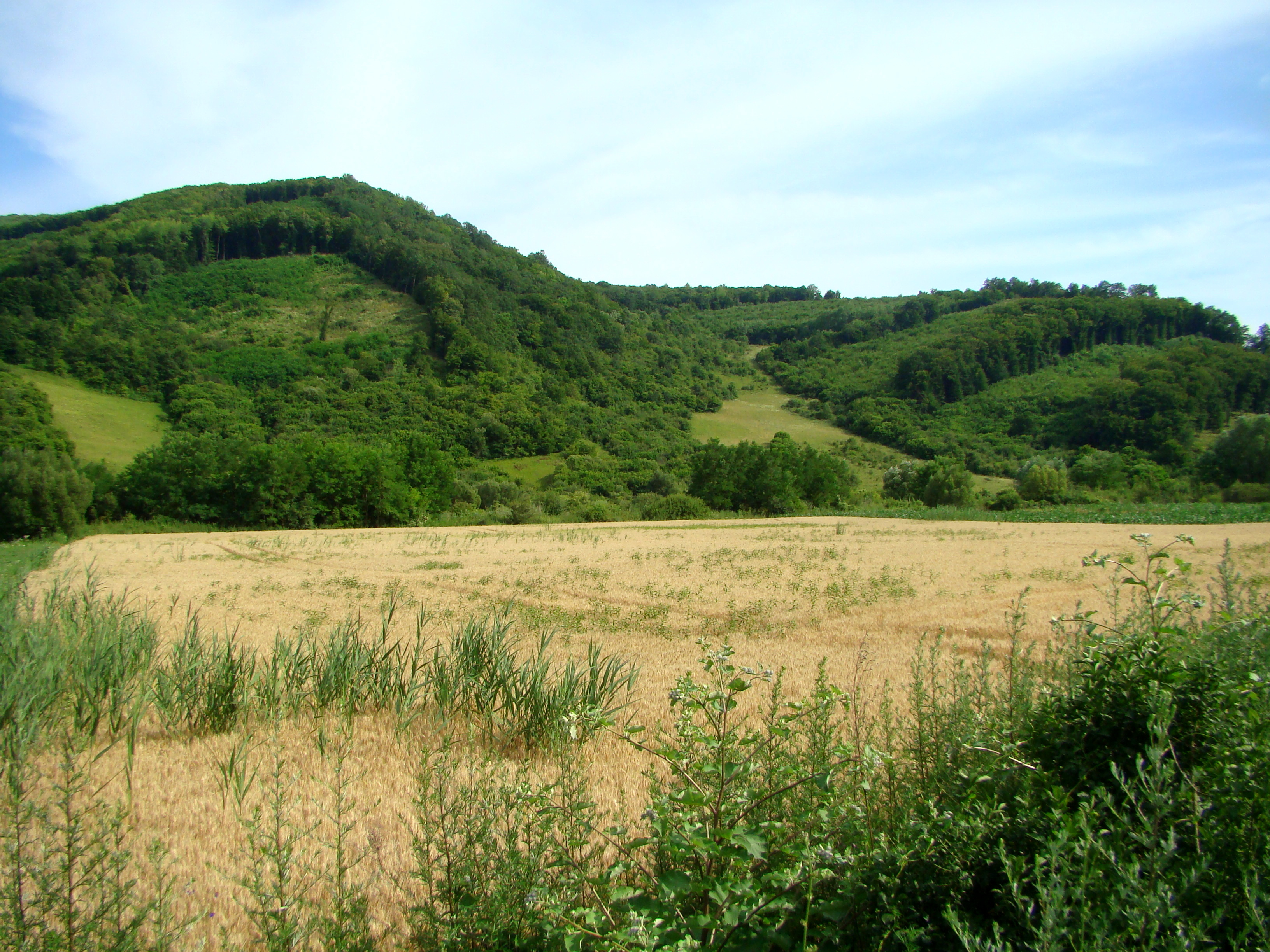
Sântejude-Vale